# 비디오 게임 배급사
비디오 게임 배급사( - 配給社)는 게임 개발사가 만들었거나 배급사에서 자체로 제작한 비디오 게임을 배급하는 회사이다. 영화 배급사처럼 게임 배급사도 상품의 제작 그리고 광고 등의 마케팅에 관여한다.

## 순위

### 주요 배급사
2015년 기준으로 10억 유로 단위 소득에 따른 최대 배급사 순위는 아래와 같다.
| 2015년 | 배급사 이름              | €bn 단위 소득 |
| ------ | ------------------------ | ------------- |
| 1      | 소니 컴퓨터 엔터테인먼트 | 9.89          |
| 2      | 텐센트                   | 7.73          |
| 3      | 마이크로소프트 스튜디오  | 7.25          |
| 4      | 닌텐도                   | 3.92          |
| 5      | 액티비전 블리자드        | 3.32          |
| 6      | 일렉트로닉 아츠          | 3.25          |
| 7      | 반다이 남코 엔터테인먼트 | 2.05          |
| 8      | King                     | 1.7           |
| 9      | 넥슨                     | 1.55          |
| 10     | 유비소프트               | 1.46          |

2016년에 뉴주(Newzoo)에 따르면 게임 소득별 최대 공기업은 텐센트(10,200,000,000 미국 달러)이며 그 뒤를 소니(7,800,000,000 미국 달러), 액티비전 블리자드(6,600,000,000 미국 달러) 순이다.

## 미들 사이즈 배급사
| 2014년 | 배급사 이름                          |  |
| ------ | ------------------------------------ |  |
| 1      | 텔테일 게임즈                        |  |
| 2      | 패러독스 인터랙티브                  |  |
| 3      | 캡콤                                 |  |
| 4      | 테이크 투 인터랙티브                 |  |
| 5      | 세가                                 |  |
| 6      | 젠 스튜디오                          |  |
| 7      | 디볼버 디지털                        |  |
| 8      | 코나미                               |  |
| 9      | 슬리데린 스트라터지스                |  |
| 10     | NIS 아메리카                         |  |
| 11     | 워너브라더스 인터랙티브 엔터테인먼트 |  |
| 12     | 코에이 테크모                        |  |
| 13     | 아틀러스                             |  |
| 16     | 딥 실버                              |  |